# Gyllengökbi
Gyllengökbi (Nomada goodeniana) är en biart som först beskrevs av Kirby 1802. Den ingår i släktet gökbin, och familjen långtungebin. Inga underarter finns listade i Catalogue of Life.

## Beskrivning
Arten är ett långsträckt bi som har svart grundfärg med gula teckningar och rödgula ben och antenner. Hanen har en gul ansiktsmask och en stor, gul fläck på bröstet. Mellankroppens främsta segment (pronotum), fälten vid vingfästena, skulderhörnen och två fläckar på mellankroppens bakre del är gula. På bakkroppen har tergiterna 1 till 5 hos honan och 1 till 6 hos hanen gula tvärband som smalnar av på mitten; på första tergiten kan mittdelen vara helt avbruten. Färgmönstret ger arten ett påtagligt getingliknande utseende. Majgökbi är en förväxlingsart, men hos denna art är bakkroppens gula tvärband avbrutna även på tergit 2 och 3. Kroppslängden är 10 till 13 mm.

## Ekologi
Gyllengökbiet bygger inga egna bon, utan larven lever som boparasit hos stora sandbin, som lönnsandbi, gyllensandbi, nyponsandbi, sobersandbi och troligtvis även kustsandbi, där den dödar ägget eller larven och lever på det insamlade matförrådet. Arten håller till i liknande habitat som värdarterna, jordbruksbygd, skogsbryn, kalhyggen och samhällen. Vanligen varar flygtiden från mitten av april till juni. Den kan dock mera sällan få två generationer per år.. Honor är betydligt vanligare än hanar.

## Utbredning
Utbredningsområdet omfattar större delen av Europa, Turkiet och delar av Asien. I Sverige förekommer arten norrut till Mellansverige och längs kusten upp till Ångermanland. I Finland finns den i de södra och sydöstra delarna av landet, inklusive Åland, i öster upp till Norra Karelen. I övriga Norden finns den i Norge och Danmark.
Både globalt, i Sverige och i Finland är arten klassificerad som livskraftig ("LC").